# Piotr Wittgenstein
Piotr Christianowicz Wittgenstein, ros. Петр Христианович Витгенштейн, niem. Ludwig Adolph Peter Graf zu Sayn-Wittgenstein  (ur. 6 stycznia?/17 stycznia 1769 w Peresławiu Zaleskim, zm. 11 czerwca 1843 we Lwowie) – rosyjski wojskowy, generał-feldmarszałek armii Imperium, hrabia, książę (1834).

## Życiorys
Pochodził z niemieckiej rodziny hrabiowskiej Ludwigsburgów. W służbie wojskowej od 1781. Uczestnik wojny przeciw powstaniu kościuszkowskiemu 1794–1795, Francją 1805–1807. W czasie wojny Napoleonem w 1812 dowodził I Korpusem Piechoty rosyjskiej, broniącym kierunku petersburskiego. W czasie odwrotu armii Napoleona zajął Połock i rozbił oddziały francuskie pod Czasznikowem. W walkach nad Berezyną działał mało zdecydowanie. Na przełomie lat 1812/1813 dowodził wojskami rosyjskimi w Prusach Wschodnich. Po śmierci Michaiła Kutuzowa, w kwietniu 1813 wyznaczony najwyższym naczelnym dowódcą, ale po niepowodzeniach pod Bautzen (Budziszyn) i Lützen został zdjęty i zamienił go gen. Michaił Barclay de Tolly. W kampanii 1813–1814 dowodził VI korpusem rosyjskim wchodzącym w skład Armii Bohemii. Od 1820 dowódca Armii. Mianowany generałem-feldmarszałkiem w 1826. W czasie wojny rosyjsko-tureckiej 1828–1829 najwyższy dowódca armii rosyjskiej – do lutego 1829. Wyniesiony przez króla Prus do stanu książęcego Sayn-Wittgenstein-Ludwigsburg. 
Zmarł w czasie podróży na terenie Lwowa.

## Galeria

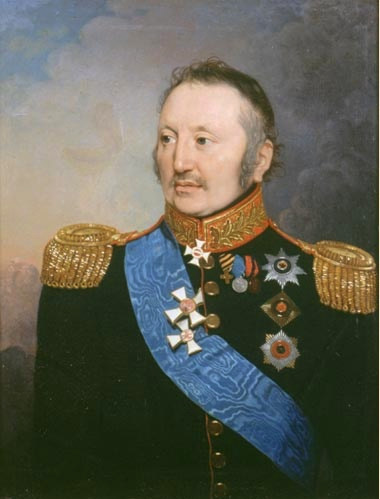
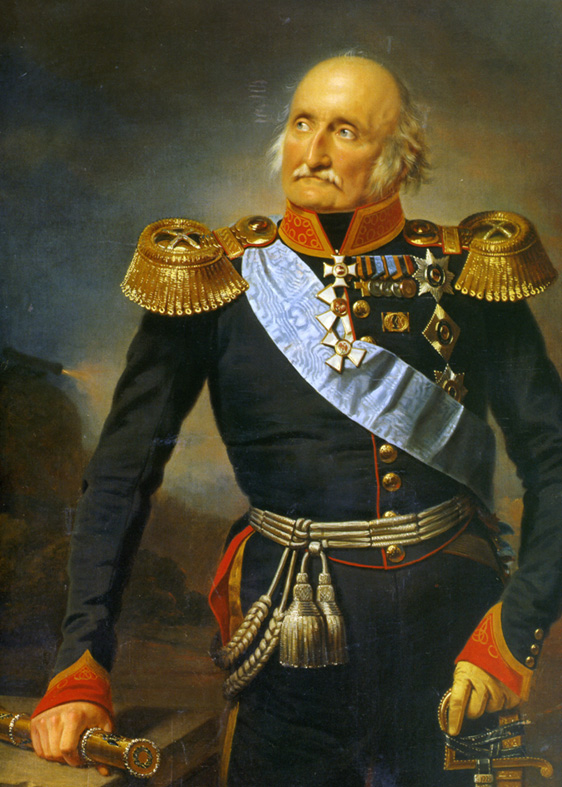